# UCI Road Women World Cup 2011
De UCI Road Women World Cup 2011, ook bekend als de Wereldbeker wielrennen voor vrouwen 2011, was de veertiende editie van deze internationale wielerwedstrijdcyclus voor vrouwen, die werd georganiseerd door de internationale wielerfederatie UCI. De competitie bestond opnieuw uit negen wedstrijden, en begon op 27 maart met de wereldbekerwedstrijd Trofeo Alfredo Binda-Comune di Cittiglio in Cittiglio, Italië. 

## Puntentelling
De nummers één tot en met twintig behaalden punten voor het wereldbekerklassement. 
- 1e plaats - 75 pnt
- 2e plaats - 50 pnt
- 3e plaats - 35 pnt
- 4e plaats - 30 pnt
- 5e plaats - 27 pnt

- 6e plaats - 24 pnt
- 7e plaats - 21 pnt
- 8e plaats - 18 pnt
- 9e plaats - 15 pnt
- 10e plaats - 11 pnt

- 11e plaats - 10 pnt
- 12e plaats - 9 pnt
- 13e plaats - 8 pnt
- 14e plaats - 7 pnt
- 15e plaats - 6 pnt

- 16e plaats - 5 pnt
- 17e plaats - 4 pnt
- 18e plaats - 3 pnt
- 19e plaats - 2 pnt
- 20e plaats - 1 pnt

## Overzicht
| №  | Datum | Wedstrijd                                | Locatie            | Winnares             |
| -- | ----- | ---------------------------------------- | ------------------ | -------------------- |
| #1 | 27/03 | Trofeo Alfredo Binda-Comune di Cittiglio | Cittiglio, Italië  | Emma Pooley          |
| #2 | 03/04 | Ronde van Vlaanderen                     | Meerbeke, België   | Annemiek van Vleuten |
| #3 | 16/04 | Ronde van Drenthe                        | Drenthe, Nederland | Marianne Vos         |
| #4 | 20/04 | Waalse Pijl                              | Hoei, België       | Marianne Vos         |
| #5 | 15/05 | Ronde van Chongming                      | Chongming, China   | Ina-Yoko Teutenberg  |
| #6 | 05/06 | GP Ciudad de Valladolid                  | Valladolid, Spanje | Marianne Vos         |
| #7 | 29/07 | Open de Suède Vårgårda (ploegentijdrit)  | Vårgårda, Zweden   | HTC-Highroad Women   |
| #8 | 31/07 | Open de Suède Vårgårda                   | Vårgårda, Zweden   | Annemiek van Vleuten |
| #9 | 27/08 | GP Ouest France-Plouay                   | Plouay, Frankrijk  | Annemiek van Vleuten |

## Eindklassement
| №  | Naam                 | Punten | Punten | Punten | Punten | Punten | Punten | Punten | Punten | Punten | Totaal |
| №  | Naam                 | #1     | #2     | #3     | #4     | #5     | #6     | #7     | #8     | #9     | Totaal |
| -- | -------------------- | ------ | ------ | ------ | ------ | ------ | ------ | ------ | ------ | ------ | ------ |
|    | Annemiek van Vleuten | 35     | 75     | 24     | 24     | 30     | 8      | 16     | 75     | 75     | 362    |
|    | Marianne Vos         | -      | 35     | 75     | 75     | -      | 75     | 16     | 4      | 35     | 315    |
|    | Emma Johansson       | 50     | 30     | 15     | 50     | 7      | 35     | 14     | 11     | 11     | 223    |
| 4  | Judith Arndt         | 21     | 27     | 0      | 35     | -      | 30     | 35     | 15     | 21     | 184    |
| 5  | Ina-Yoko Teutenberg  | -      | 8      | 30     | -      | 75     | -      | -      | 30     | -      | 143    |
| 6  | Emma Pooley          | 75     | 11     | -      | -      | -      | -      | 25     | -      | 24     | 135    |
| 7  | Elizabeth Armitstead | -      | -      | 11     | -      | 50     | 24     | 25     | 7      | -      | 117    |
| 8  | Kirsten Wild         | -      | 4      | 50     | -      | -      | -      | 30     | 24     | -      | 108    |
| 9  | Martine Bras         | 30     | 7      | 21     | 18     | -      | 6      | 3      | 18     | -      | 103    |
| 10 | Tatiana Antoshina    | 8      | 50     | -      | 8      | -      | -      | 15     | -      | 6      | 87     |